# Le petit chat est mort (album de bande dessinée)
Le petit chat est mort est le 29e album de la série de bande dessinée Jeremiah, écrit et dessiné par Hermann, paru en 2010.

## Titre de l'album
Le titre de l'album est une réplique d'Agnès à Arnolphe dans L'École des femmes (acte II, scène 5).

## Publication en français
- Dupuis (collection « Repérages »), 2010